# Croce ortodossa russa

Croce ortodossa russa

La croce ortodossa russa, chiamata anche croce ortodossa (☦), è una variante della croce patriarcale.

Croce russa

Il carattere unicode che rappresenta la croce ortodossa è ☦ (ORTHODOX CROSS), codice U+2626.

## Caratteristiche
La croce ortodossa è costituita da una linea verticale con tre barre trasversali.
La barra orizzontale in alto rappresenta la targa con il titulus crucis. La linea trasversale in basso rappresenta il poggiapiedi del Cristo e nella tradizione ortodossa russa è rappresentata in diagonale, la parte verso il cielo rappresenta l'ascesa al Paradiso di Disma, quella verso il basso l'Inferno a cui è destinato l'altro ladro, Gesta, che non si è pentito dei suoi peccati.
Nella tradizione ortodossa greca la barra bassa rimane invece orizzontale, così come in alcune antiche rappresentazioni.

### Prime rappresentazioni

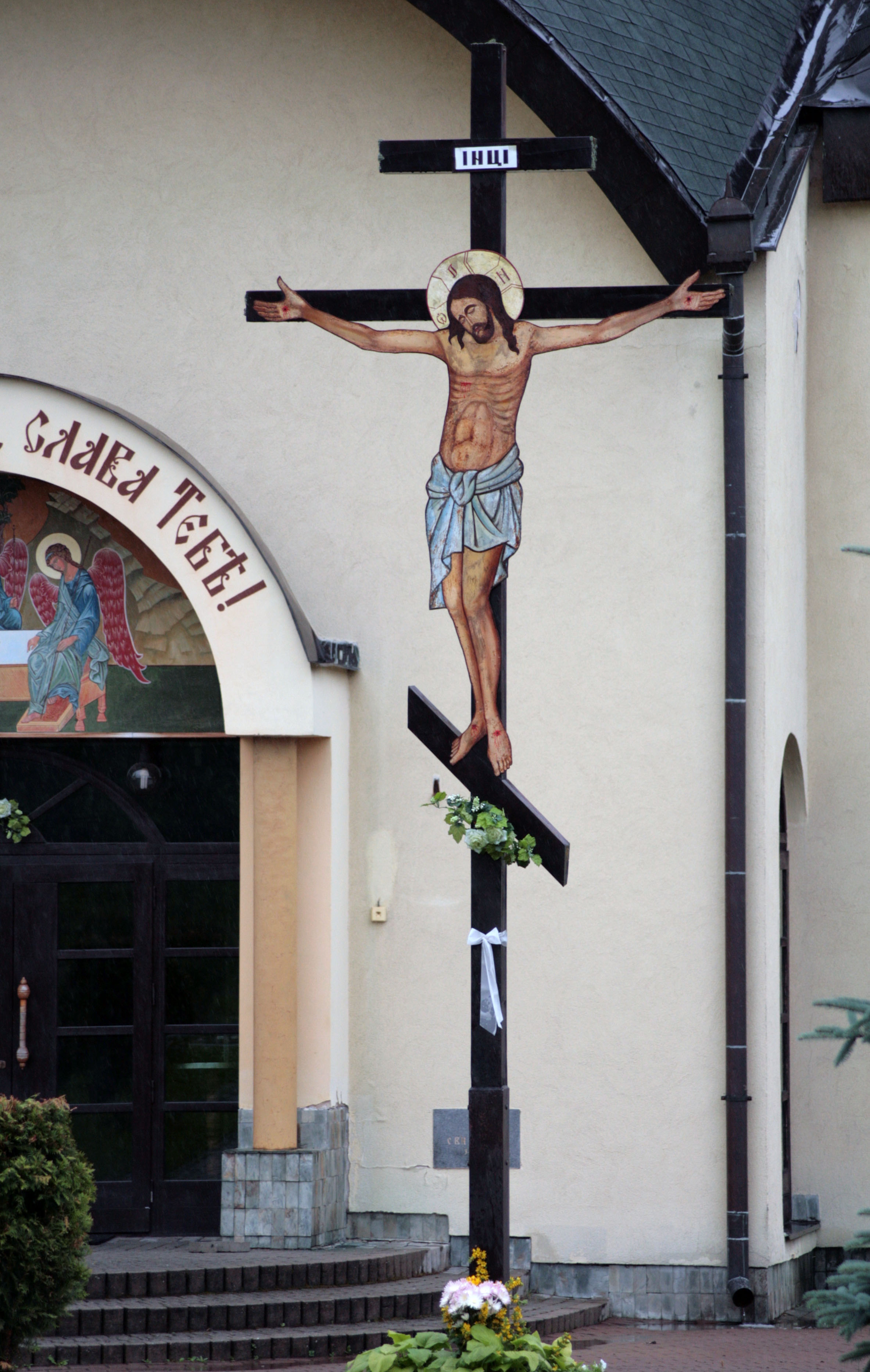
Croce ortodossa (Svidník, Slovacchia)

Il crocifisso a tre traversine, con la traversa inclinata, esisteva già nel VI secolo; di provenienza bizantina si diffuse nelle chiese dei Paesi slavi. È stato adottato dalla Chiesa ortodossa russa nel XV secolo come simbolo nazionale oltre che religioso.